# Пейл, Мэри Бет
Мэри Бет Пейл (англ. Mary Beth Peil; род. 25 июня 1940, Давенпорт, Айова, США) — американская актриса и певица, номинант на премию «Тони» и лауреат трех наград Obie. Пейл окончила Северо-Западный университет, где получила образование классической оперной певицы, и в шестидесятых начала свою карьеру в театре.
Пейл сыграла множество ролей на театральной сцене, как на Бродвее, так и за его пределами. На экране она дебютировала лишь в 1992 году, с ролью в фильме «Принц из Нью-Йорка», а после появилась в сериале «Закон и порядок». Наибольшей известности она добилась благодаря своей роли бабушки героини Мишель Уильямс в сериале «Бухта Доусона», где снималась с 1998 по 2003 год. С 2010 года она появляется в сериале «Хорошая жена».